# Nee (singolo)
Nee (ねぇ?) è il diciassettesimo singolo del trio j-pop giapponese Perfume. È stato pubblicato il 10 novembre 2010 dall'etichetta major Tokuma Japan Communications.
Il singolo è stato stampato in due versioni in confezione jewel case: una special edition con DVD extra ed una normal edition con copertina diversa.

## Tracce
Tutti i brani sono testo e musica di Yasutaka Nakata.

Dopo il titolo è indicata fra parentesi "()" la grafia originale del titolo.
1. Nee (ねぇ?) - 4:27
2. FAKE IT (FAKE IT?) - 4:13
3. Nee -Original Instrumental- (ねぇ -Original Instrumental-?) - 4:27
4. FAKE IT -Original Instrumental- (FAKE IT -Original Instrumental-?) - 4:11

### DVD
1. Nee (ねぇ?); videoclip

## Formazione
- Nocchi - voce
- Kashiyuka - voce
- A~chan - voce